# Кревен
Кревен (фр. Crévin) насеље је и општина у северозападној Француској у региону Бретања, у департману Ил и Вилен која припада префектури Редон.
По подацима из 2011. године у општини је живело 2602 становника, а густина насељености је износила 313,12 становника/km². Општина се простире на површини од 8,31 km². Налази се на средњој надморској висини од 102 метара (максималној 111 m, а минималној 50 m).

## Демографија
| 1962. | 1968. | 1975. | 1982. | 1990. | 1999. | 2011. |
| ----- | ----- | ----- | ----- | ----- | ----- | ----- |
| 360   | 346   | 456   | 797   | 1.247 | 1.723 | 2.602 |

График промене броја становника у току последњих година